# Амга (станція)

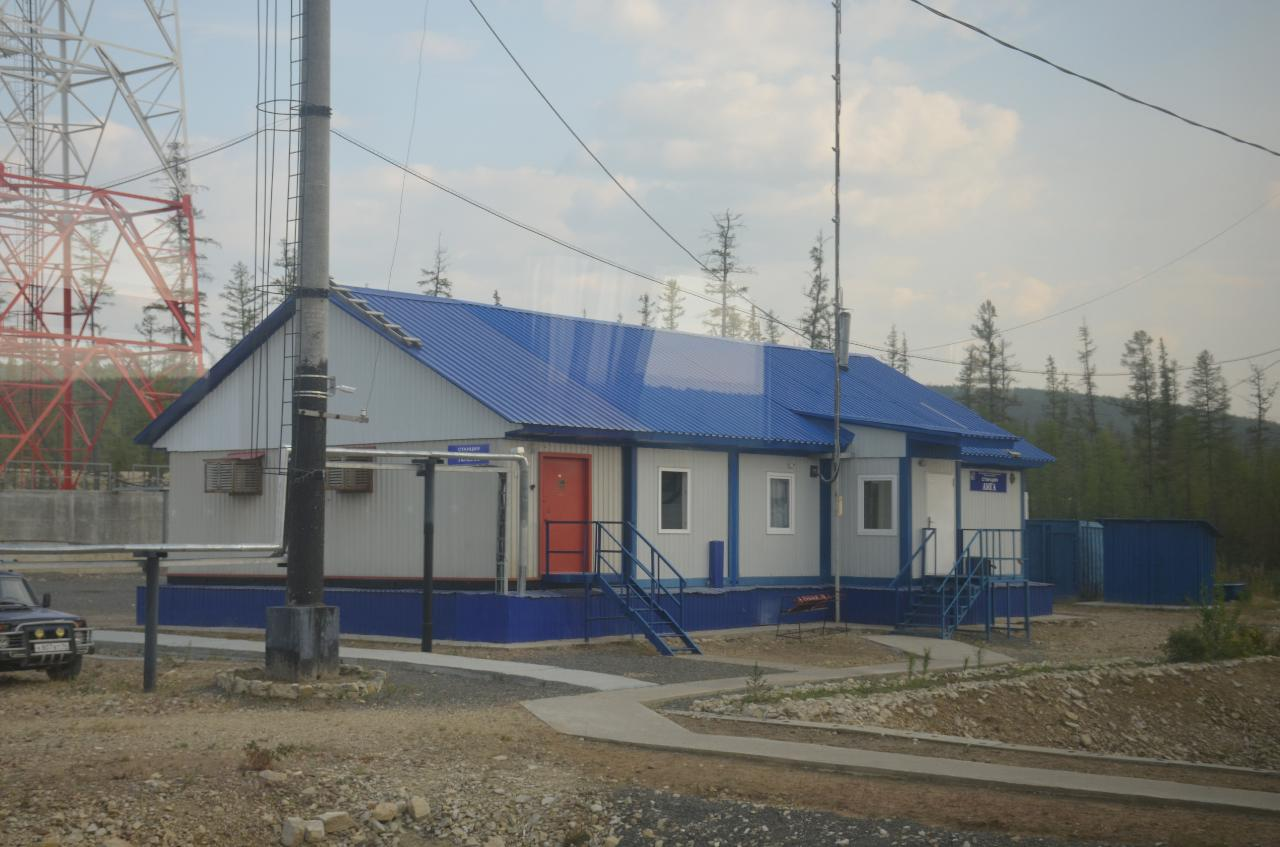
Вокзал

59°36′48″ пн. ш. 127°04′31″ сх. д. / 59.613333333333° пн. ш. 127.07527777778° сх. д.
Амга (рос. Амга) — станція Якутської залізниці (Росія), розміщена на дільниці Нерюнгрі-Пасажирська — Нижній Бестях між роз'їздами Болотний (відстань — 45 км) і Карбикан (59 км). Відстань до ст. Нерюнгрі-Пасажирська — 461 км, до транзитного пункту Тинда — 690 км.
Збудована у 2009 році. У 2014 році відкрито рух вантажних поїздів, у 2019 — пасажирський рух.
Розташована на території Алданського району Республіки Саха, за 4 км на південний захід від Верхньої Амги.